# Championnats de France de cyclisme sur route 2024
Les championnats de France de cyclisme sur route 2024 se déroulent du 20 au 23 juin 2024, pour les épreuves élites à Saint-Martin-de-Landelles dans le département de la Manche et du 8 au 12 mai 2024, pour les épreuves Avenir à Altkirch en Alsace.
Deux grandes nouveautés cette saison : l'apparition d'une catégorie Amateurs chez les élites femmes pour distinguer avec les professionnelles (CLM et course en ligne) ainsi que l'apparition des épreuves de CLM pour les catégories Cadets et Cadettes durant les championnats de l'Avenir.

## Élite

### Programme
Le programme des épreuves élites disputées entre Pontorson, Avranches et Saint-Martin-de-Landelles est le suivant :
- Jeudi 20 juin
  - Contre-la-montre individuel - Élites femmes (professionnelles et amateurs) : 35,2 km
  - Contre-la-montre individuel - Élites hommes (professionnels et amateurs) : 35,2 km
- Vendredi 21 juin
  - Course en ligne - Élites hommes (amateurs) : 166,2 km
- Samedi 22 juin
  - Course en ligne - Élites femmes (professionnelles et amateurs) : 125,8 km
- Dimanche 23 juin
  - Course en ligne - Élites hommes (professionnels) : 240,4 km

Parcours
Le contre-la-montre se déroule sur un parcours de 35,2 kilomètres entre Pontorson-Ardevon, au pied du Mont-Saint-Michel, et Saint-Martin-de-Landelles. Les différentes épreuves de course en ligne se déroulent sur les routes de la Polynormande, sur un circuit de 16,4 kilomètres qui comporte trois bosses : la côte de la Vallée (800 mètres à 8 %), la côte de la Pigeonnière (500 mètres à 5 %) et la côte des Biards (700 mètres à 6 %).

### Podiums

#### Hommes
- Élites professionnels

| Épreuves         | Or             | Argent          | Bronze             |
| ---------------- | -------------- | --------------- | ------------------ |
| Course en ligne  | Paul Lapeira   | Julien Bernard  | Thomas Gachignard  |
| Contre-la-montre | Bruno Armirail | Kévin Vauquelin | Thibault Guernalec |

- Élites amateurs

| Épreuves         | Or                      | Argent             | Bronze               |
| ---------------- | ----------------------- | ------------------ | -------------------- |
| Course en ligne  | Titouan Margueritat     | Baptiste Poulard   | Joris Chaussinand    |
| Contre-la-montre | Mathias Ribeiro Da Cruz | Corentin Ermenault | Oscar Nilsson-Julien |

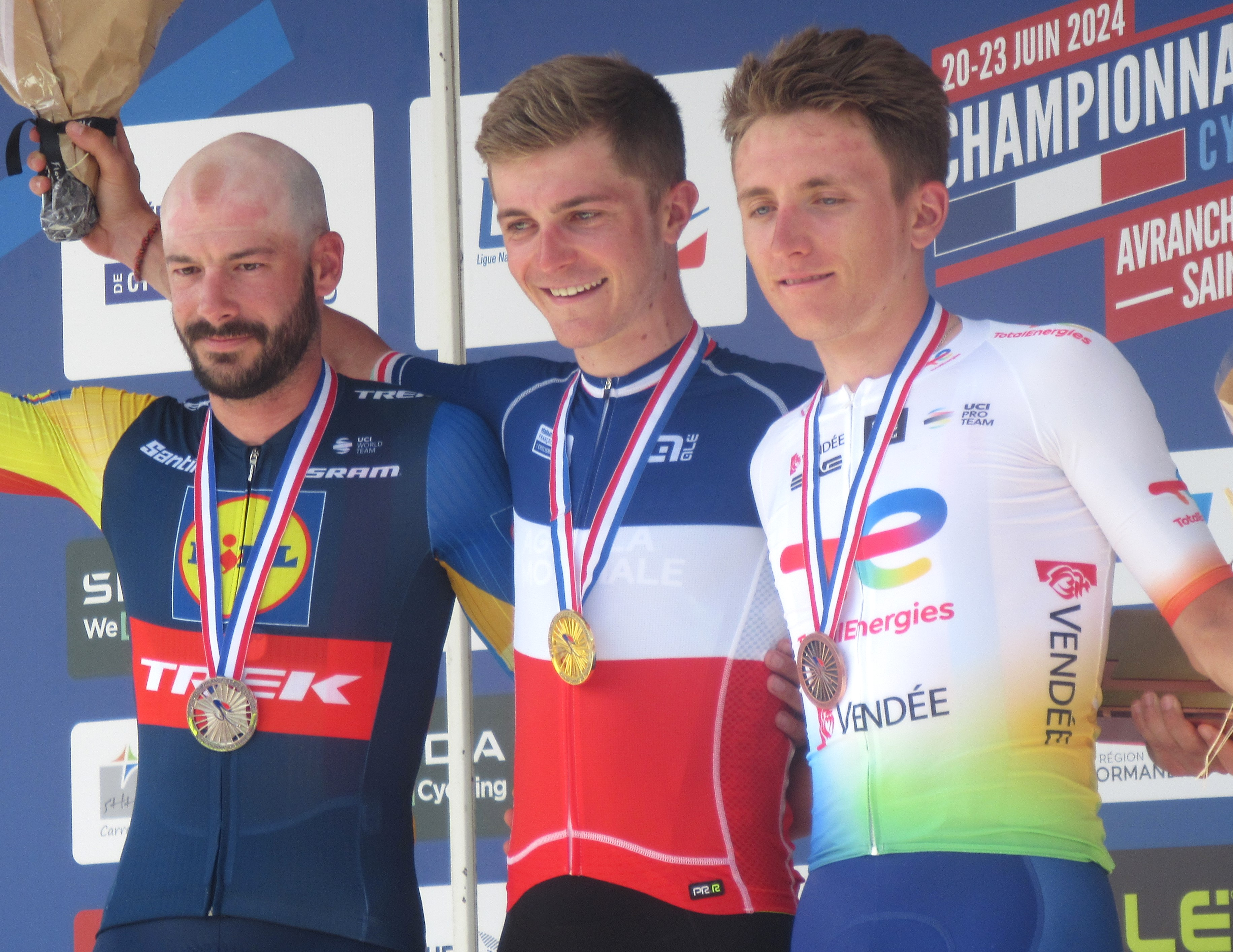
Podium de la course en ligne Élites professionnels.
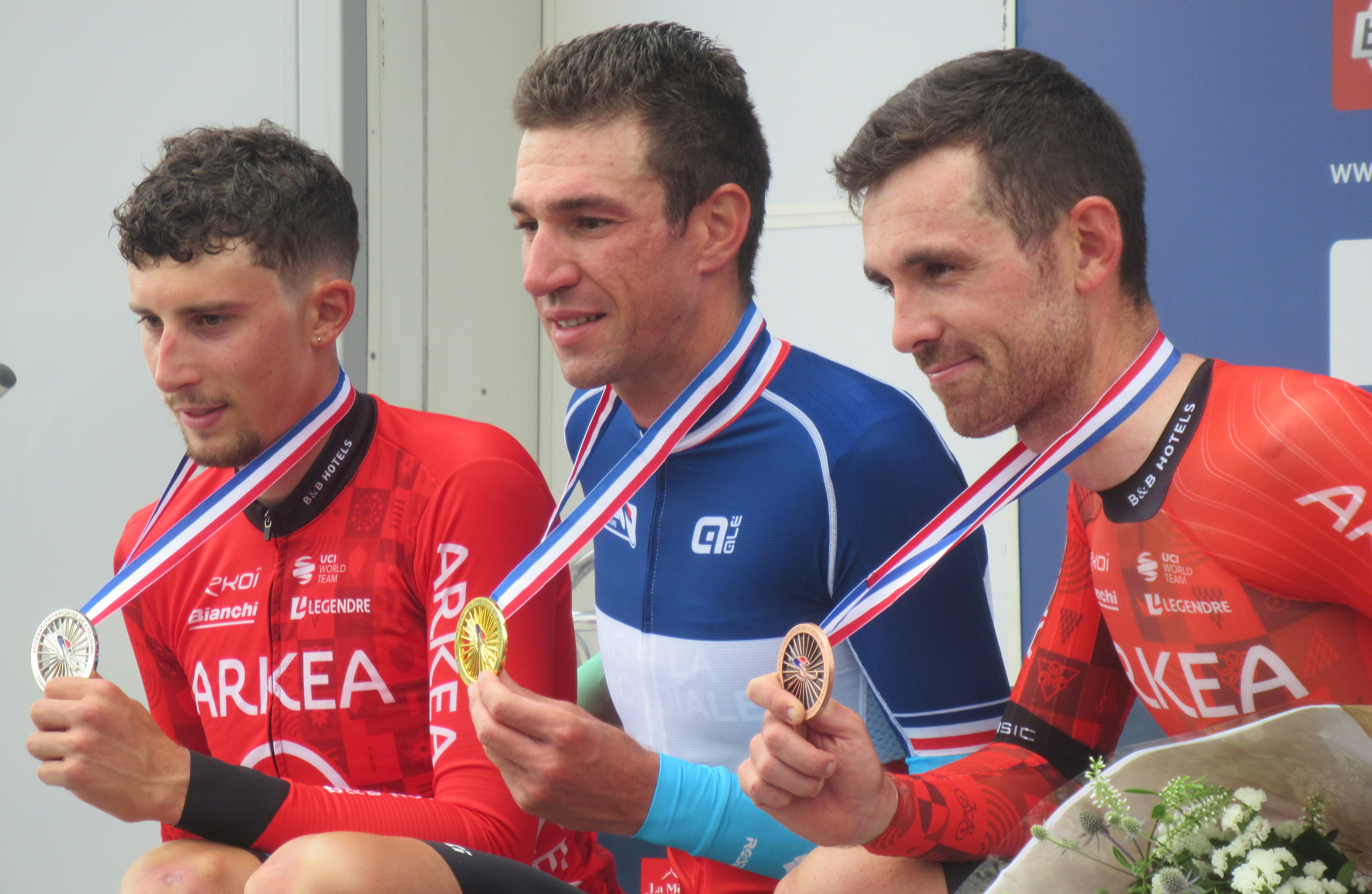
Podium de la course contre-la-montre Élites professionnels.
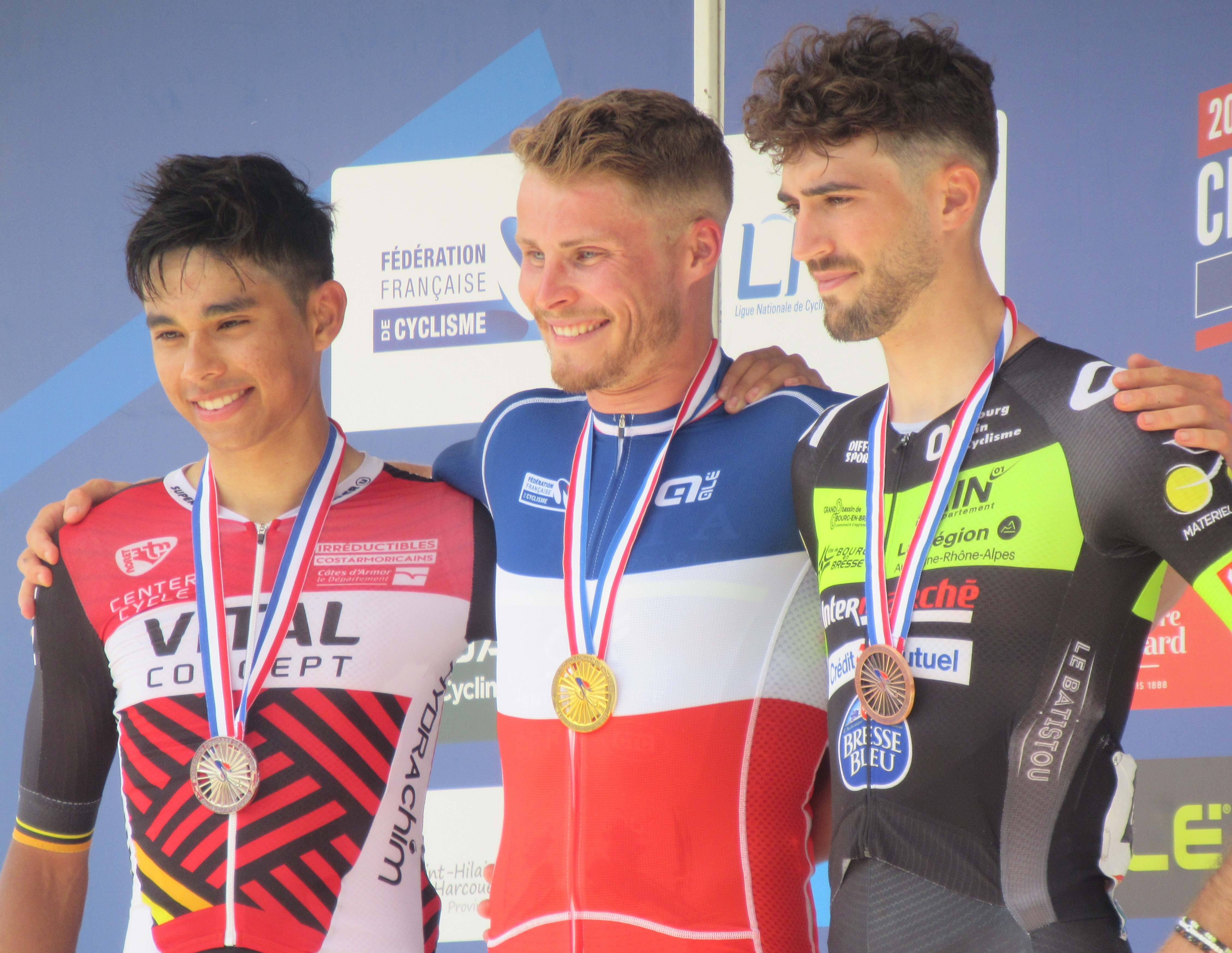
Podium de la course en ligne Élites amateurs.
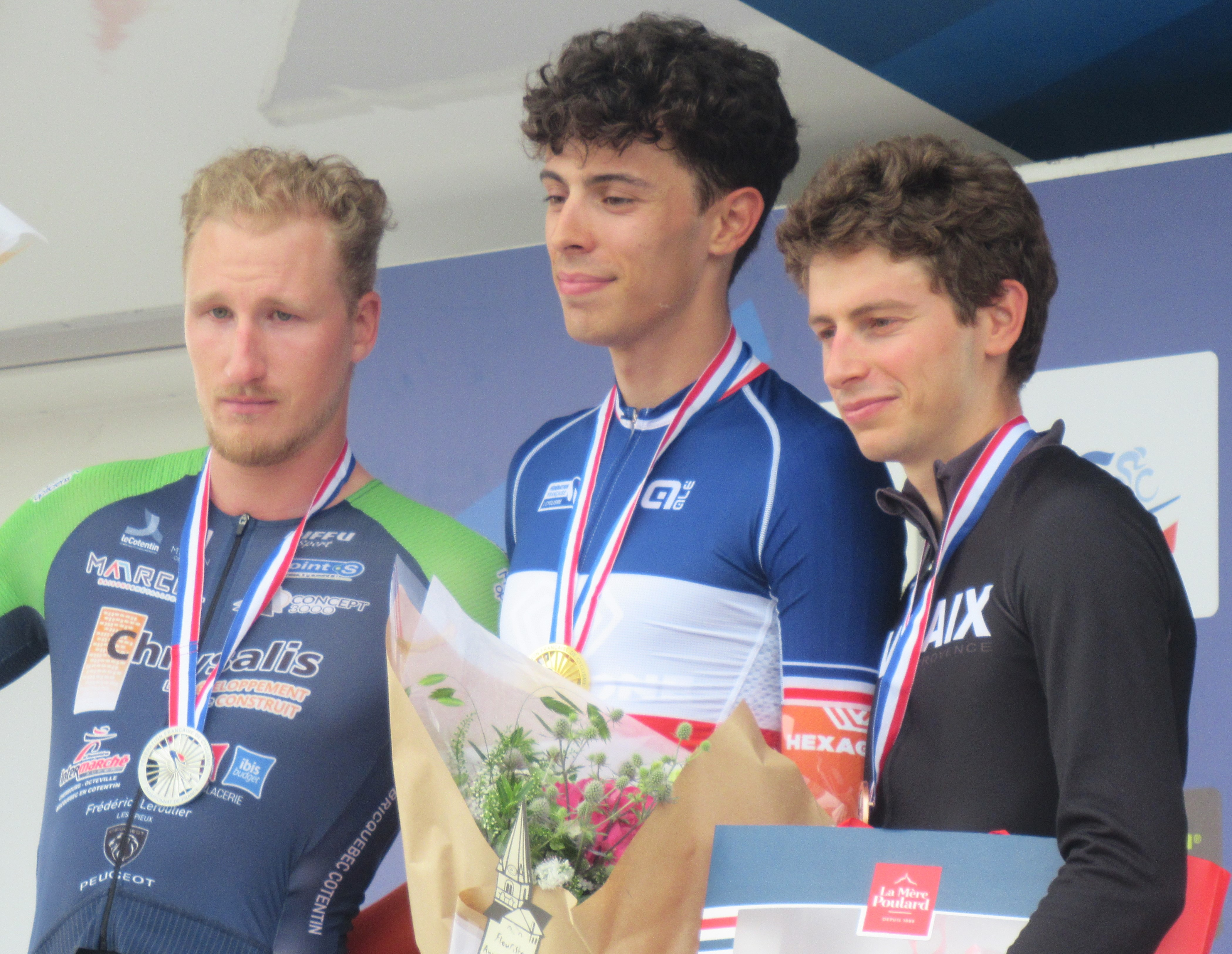
Podium de la course contre-la-montre Élites amateurs.

#### Femmes
- Élites professionnelles

| Épreuves         | Or                  | Argent          | Bronze        |
| ---------------- | ------------------- | --------------- | ------------- |
| Course en ligne  | Juliette Labous     | Gladys Verhulst | Jade Wiel     |
| Contre-la-montre | Audrey Cordon-Ragot | Cédrine Kerbaol | Marion Borras |

- Élites amateurs

| Épreuves         | Or                | Argent            | Bronze           |
| ---------------- | ----------------- | ----------------- | ---------------- |
| Course en ligne  | Sarah Pope        | Clémence Latimier | Justine Gegu     |
| Contre-la-montre | Balladyne Tritsch | Marine Maugé      | Charlotte Allard |

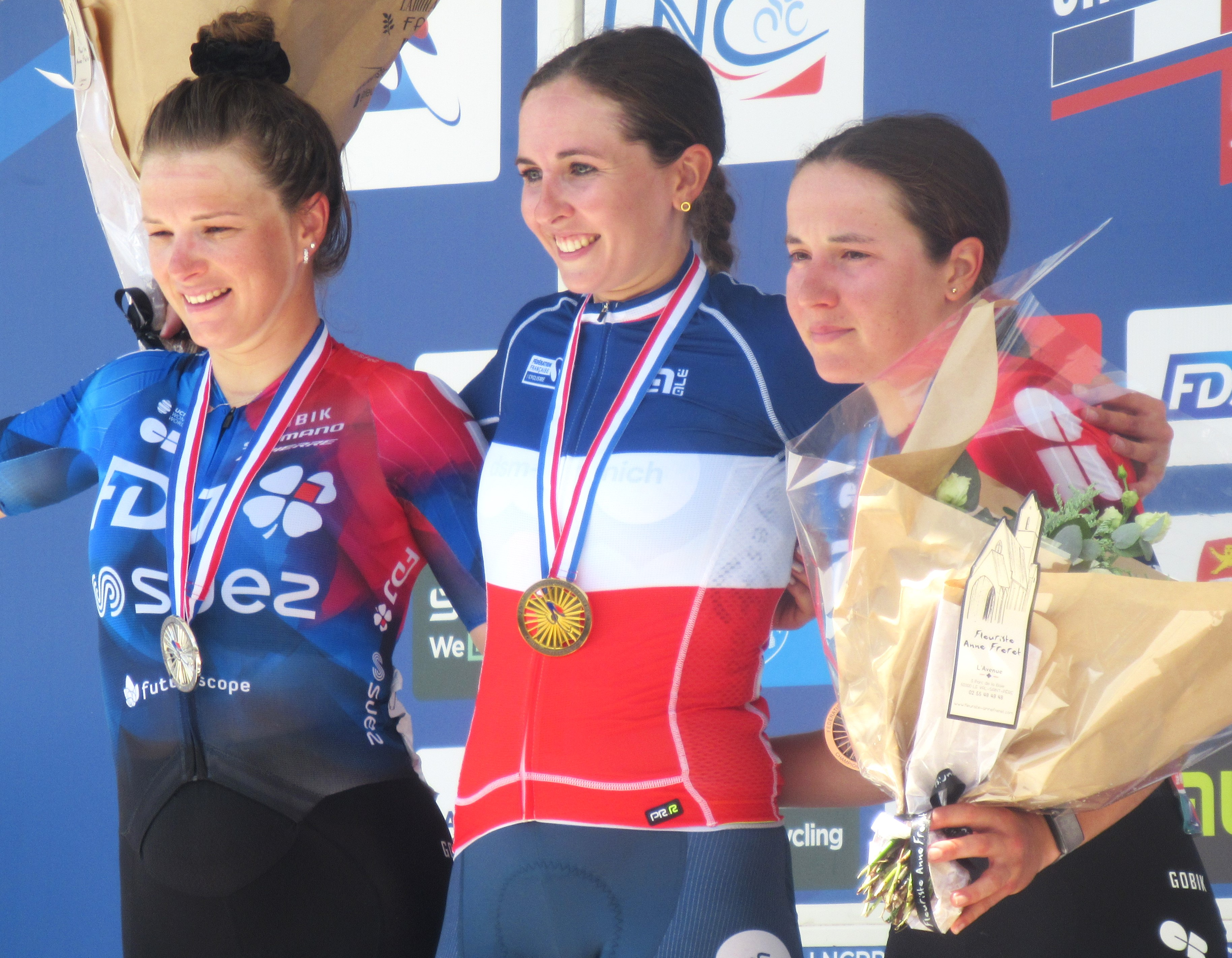
Podium de la course en ligne Élites professionnelles.
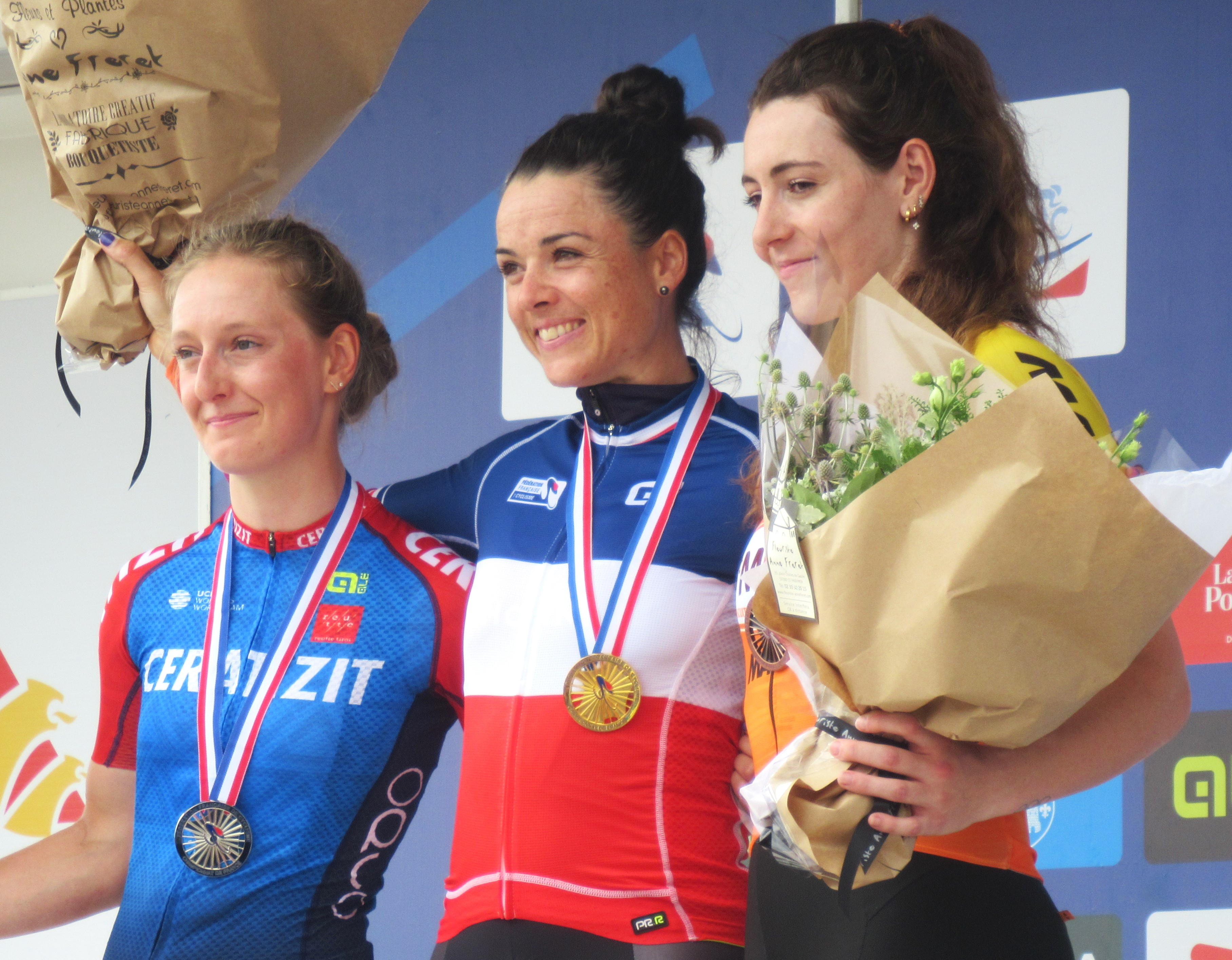
Podium de la course contre-la-montre Élites professionnelles.
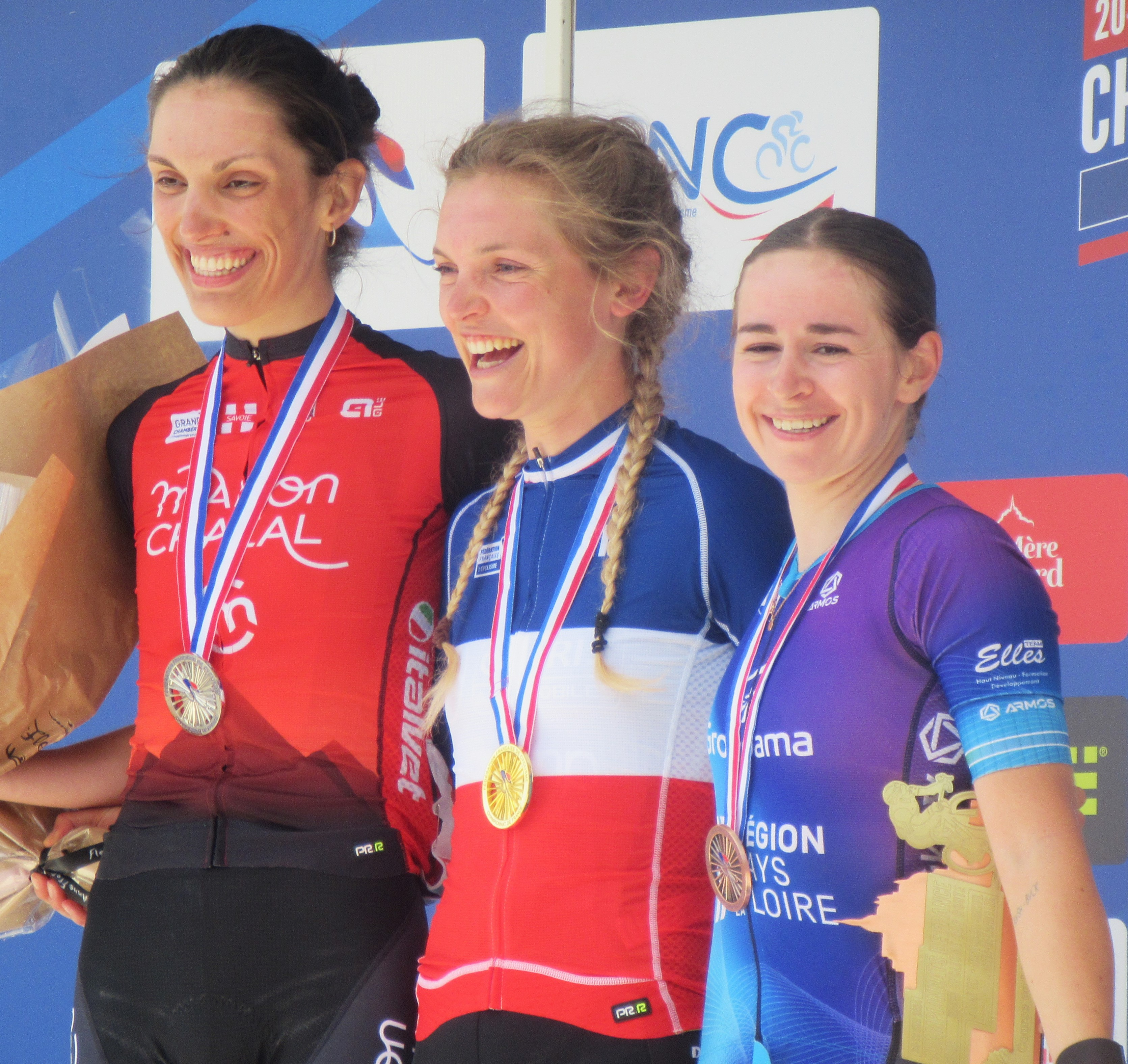
Podium de la course en ligne Élites amateurs.
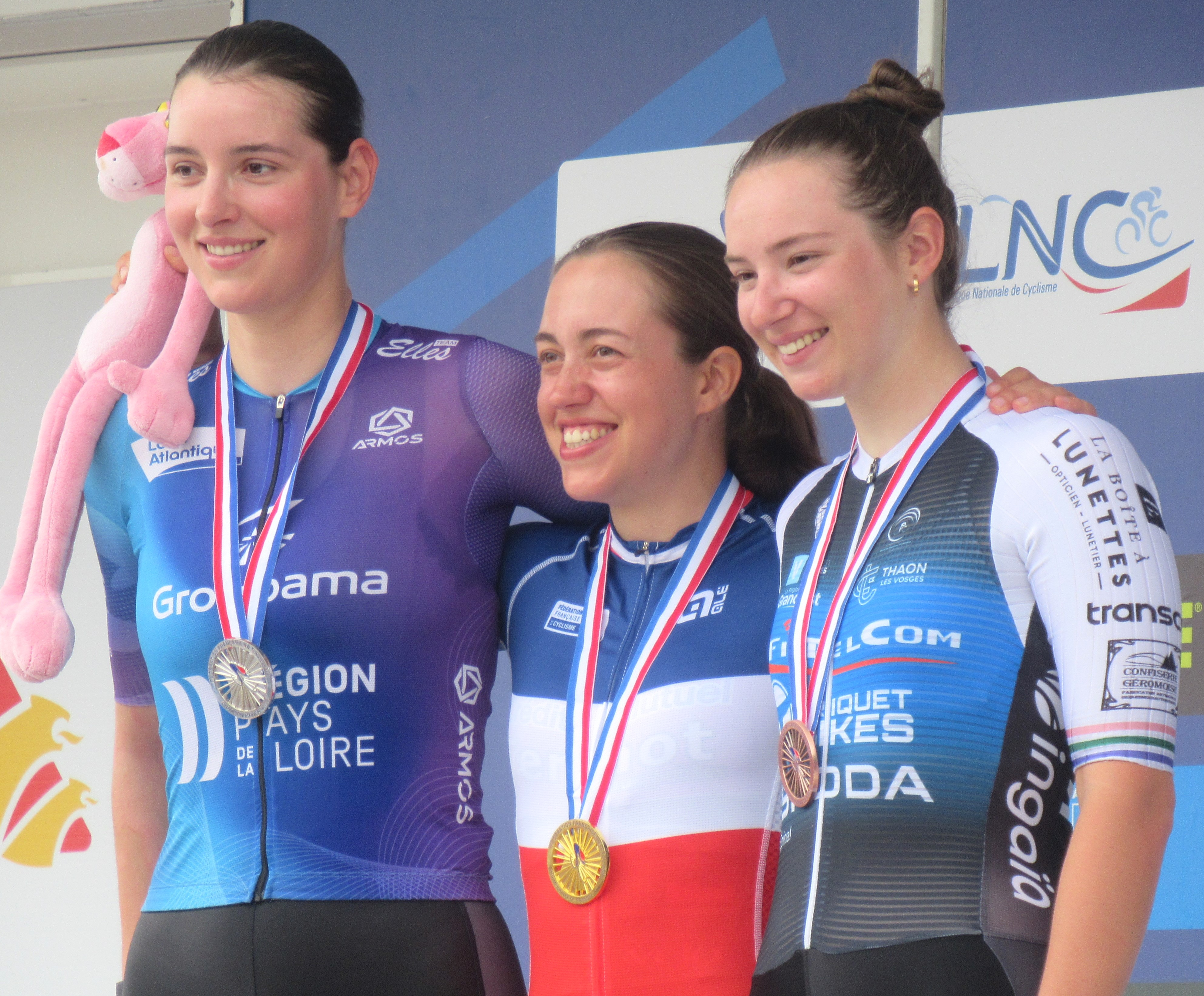
Podium de la course contre-la-montre Élites amateurs.

## Avenir

### Programme
Le programme des épreuves Avenir disputées à Altkirch est le suivant :
- Mercredi 8 mai
  - Contre-la-montre individuel - Cadettes (U17) : 13,2 km
  - Contre-la-montre individuel - Cadets (U17) : 13,2 km
  - Contre-la-montre individuel - Juniors (U19) femmes : 21,5 km
  - Contre-la-montre individuel - Juniors (U19) hommes : 21,5 km
  - Contre-la-montre individuel - Espoirs (U23) femmes : 21,5 km
  - Contre-la-montre individuel - Espoirs (U23) hommes : 21,5 km
- Jeudi 9 mai
  - Course en ligne - Cadets (U17) : 85,0 km (6 tours)
  - Course en ligne - Minimes & Cadettes (U15/U17) : 55,8 km (4 tours)
- Vendredi 10 mai
  - Contre-la-montre par équipe en relais - Cadets & Juniors (U17/U19) mixte : 37,6 km (18,8 km ×2)
- Samedi 11 mai
  - Course en ligne - Espoirs (U23) femmes : 98,8 km (6 tours)
  - Course en ligne - Espoirs (U23) hommes : 166,4 km (10 tours)
- Dimanche 12 mai
  - Course en ligne - Juniors (U19) femmes : 81,9 km (5 tours)
  - Course en ligne - Juniors (U19) hommes : 132,6 km (8 tours)

Parcours
Les différentes courses en ligne se déroulent sur un circuit de 16,9 kilomètres à parcourir entre 4 et 10 fois selon les épreuves, avec notamment la côte du Roggenberg située environ 1 kilomètre avant la ligne d'arrivée, qui comporte un passage à 18 %. Les coureurs professionnels Hugo Hofstetter et Axel Zingle, tous deux originaires de cette région et anciens champions de France U23, estiment que l'enchaînement des tours sur ce circuit sera assez usant pour les cyclistes engagés.

### Podiums

#### Hommes
- Espoirs (U23)

| Épreuves         | Or                           | Argent                        | Bronze                           |
| ---------------- | ---------------------------- | ----------------------------- | -------------------------------- |
| Course en ligne  | Noa Isidore (Grand Est)      | Brieuc Rolland (Bretagne)     | Louis Rouland (Pays de la Loire) |
| Contre-la-montre | Maxime Decomble (Région Sud) | Maximilian Cushway (Bretagne) | Erwan Besnier (Pays de la Loire) |

- Juniors (U19)

| Épreuves         | Or                                     | Argent                   | Bronze                                 |
| ---------------- | -------------------------------------- | ------------------------ | -------------------------------------- |
| Course en ligne  | Camille Charret (Auvergne-Rhône-Alpes) | Rémi Daumas (Occitanie)  | Paul Seixas (Auvergne-Rhône-Alpes)     |
| Contre-la-montre | Paul Seixas (Auvergne-Rhône-Alpes)     | Eliott Boulet (Bretagne) | Camille Charret (Auvergne-Rhône-Alpes) |

- Cadets (U17)

| Épreuves         | Or                           | Argent                                       | Bronze                              |
| ---------------- | ---------------------------- | -------------------------------------------- | ----------------------------------- |
| Course en ligne  | Paul Becchio (Île-de-France) | Gabriel Genter (Grand Est)                   | Robin Brugier (Centre-Val-de-Loire) |
| Contre-la-montre | Gabriel Genter (Grand Est)   | Soren Bruyère Joumard (Auvergne-Rhône-Alpes) | Noa Filippi (Région Sud)            |

#### Femmes
- Espoirs (U23)

| Épreuves         | Or                      | Argent                                   | Bronze                             |
| ---------------- | ----------------------- | ---------------------------------------- | ---------------------------------- |
| Course en ligne  | Lise Ménage (Bretagne)  | Clémence Latimier (Auvergne-Rhône-Alpes) | Heïdi Gaugain (Nouvelle Aquitaine) |
| Contre-la-montre | Océane Mahé (Grand Est) | Charlotte Allard (Grand Est)             | Lise Ménage (Bretagne)             |

- Juniors (U19)

| Épreuves         | Or                                | Argent                      | Bronze                                 |
| ---------------- | --------------------------------- | --------------------------- | -------------------------------------- |
| Course en ligne  | Célia Gery (Auvergne-Rhône-Alpes) | Amandine Muller (Grand Est) | Amalia Debarges (Auvergne-Rhône-Alpes) |
| Contre-la-montre | Célia Gery (Auvergne-Rhône-Alpes) | Amandine Muller (Grand Est) | Mélanie Dupin (Nouvelle Aquitaine)     |

- Minimes/cadettes (U15/U17)

| Épreuves         | Or                      | Argent                    | Bronze                                  |
| ---------------- | ----------------------- | ------------------------- | --------------------------------------- |
| Course en ligne  | Lise Revol (Région Sud) | Camille Basset (Bretagne) | Justine Baud (Auvergne-Rhône-Alpes)     |
| Contre-la-montre | Zoé Bihan (Bretagne)    | Lise Revol (Région Sud)   | Zélie Lambert (Bourgogne-Franche-Comté) |

#### Mixte
| Épreuves                        | Or | Argent | Bronze |
| ------------------------------- | --- | --- | --- |
| Relais Cadets/Juniors (U17/U19) | Comité Auvergne-Rhône Alpes - Eline Joncheray - Nina Lavenu - Célia Gery - Camille Charret - Paul Seixas - Valentin Martinet | Comité Bretagne - Zoé Bihan - Ilona Rouat - Karla Saintillan - Ivann Ravaleu - Eliott Boulet - Maxime Vezie | Comité Grand-Est - Léa Rondel - Noémie Richardot - Amandine Muller - Gaspard Doute - Diégo Valerio - Aubin Sparfel |